# قائمة زملاء الجمعية الملكية المنتخبين في 1904
هذه الصفحة تعرض قائمة زملاء الجمعية الملكية المُنتخبين لعام 1904.

## الزملاء
- William Whitehead Watts [الإنجليزية]‏
- Hugh Marshall [الإنجليزية]‏
- Alexander Muirhead [الإنجليزية]‏
- Thomas Gregor Brodie [الإنجليزية]‏
- James Johnston Dobbie [الإنجليزية]‏
- George Nuttall [الإنجليزية]‏
- Edward Meyrick [الإنجليزية]‏
- Charles Jasper Joly [الإنجليزية]‏
- Alfred Cardew Dixon [الإنجليزية]‏